# Gummielastizität
Mit den Begriffen Entropieelastizität oder Gummielastizität bezeichnet man die für Polymere charakteristische Eigenschaft, nach einer Verformung, die auf Streckung von ganzen Makromolekülen oder Molekülsegmenten beruht, wieder in den entropisch günstigeren Knäuelzustand zurückzukehren. Sie beruht auf einer reversiblen Entropieänderung in den Makromolekülen der Materialmatrix, die aus langen Ketten gleicher Bausteine bestehen:
- Bei einer Verstreckung des Moleküls durch Aufbringen einer äußeren Kraft werden die Bindungswinkel benachbarter Atome entlang der Hauptkette reibungsfrei, d. h. ohne Energieaufwand geändert; zugleich wird die Entropie vermindert (Verminderung der Unordnung). Allerdings kann dadurch auch Energie gespeichert werden.
- Wird die zur Verstreckung führende Kraft entfernt, so führen thermisch induzierte intramolekulare Bewegungen (sog. mikrobrownsche Bewegungen) dazu, dass die Moleküle sich wieder verdrehen; die Entropie wird erhöht, und das Molekül zieht sich zusammen.

Gummielastizität tritt bei allen Polymeren im Temperaturbereich oberhalb der Glasübergangstemperatur auf. Bei teilkristallinen Thermoplasten wird der entropieelastische Zustandsbereich nach oben durch den Kristallitschmelzbereich begrenzt, bei Elastomeren (z. B. Gummi, Silikonkautschuk) durch den Beginn thermischer Zersetzungsprozesse. Auch bei amorphen Thermoplasten mit ausreichend hoher Molmasse spielt sie eine wichtige Rolle, geht aber oberhalb des Glasübergangs kontinuierlich in den Fließbereich über. Bei den Thermoplasten übernehmen Van-der-Waals-Kräfte und Verschlaufungen der Polymerketten die Rolle temporärer Vernetzungspunkte, bei den Elastomeren sorgen die kovalenten Vernetzungen für mechanische Stabilität während der Verformungsprozesse.
Die bei einer relativen Längenzunahme ε auftretende Spannung {\displaystyle \sigma } (d. h. Rückstellkraft pro Querschnittsfläche) definiert wie üblich einen – vergleichsweise kleinen – Elastizitätsmodul E (bzw. nichtlineare Verallgemeinerungen):
{\displaystyle E={\frac {\sigma }{\varepsilon }}}
Die betroffenen Materialgruppen zeichnet sich im entsprechenden Temperaturbereich durch eine nichtlineare Spannungs-Dehnungskennlinie, Dämpfungs- und verformungshistorische Effekte sowie eine ausgeprägte Inkompressibilität aus.
Zur Beschreibung dieser Materialien sollte ein greensches Materialmodell verwendet werden. In ihm werden die Spannungen berechnet über die Dichte der Formänderungsenergie als Funktion der Dehnungen. Bekannte Ansätze für die Energiedichte sind die Mooney-Rivlin-, Neo-Hookeschen, Yeoh- oder Ogden-Modelle. Für gummielastische Materialien wurde diese Vorgehensweise durch die Thermodynamik der Entropieelastizität hergeleitet.
Thermodynamisch gesehen beruht die Gummielastizität im Wesentlichen auf einer Abnahme der Entropie S in der allgemeinen Formel für die Änderung der Freien Energie {\displaystyle F=U-T\cdot S} bei gegebener Dehnung. Dagegen beruht die Elastizität der Hartstoffe (z. B. Metalle) auf der Zunahme der Inneren Energie U.